# Tuberta
Tuberta is een geslacht van spinnen uit de  familie van de waterspinnen (Cybaeidae).

## Soorten
- Tuberta maerens (O. P.-Cambridge, 1863)
- Tuberta mirabilis (Thorell, 1871)